# Maurice Raoul-Duval
Maurice Auguste Raoul-Duval (27. april 1866 - 5. maj 1916) var en fransk polospiller som deltog i OL 1900 i Paris.
Raoul-Duval vandt en bronzemedalje i polo under OL 1900 i Paris. Han var med på holdet Bagatelle Polo Club de Paris som kom på en tredjeplads i poloturneringen. Holdet bestod af spillere fra både Frankrig og Storbritannien. De andre på holdet var Robert Fournier-Sarlovèze og Édouard Alphonse James de Rothschild fra Frankrig og Frederick Agnew Gill fra Storbritannien.
Han blev dræbt under 1. verdenskrig.